# Curt Siodmak
Curt Siodmak, född Kurt Siodmak 10 augusti 1902 i Dresden i Tyskland, död 2 september 2000 i Three Rivers i Kalifornien i USA, var en tysk-amerikansk romanförfattare, manusförfattare och regissör, filosofie doktor i matematik.
Siodmak tog examen i matematik innan han började sin författarkarriär. 1929 gjorde han sin första film, Menschen am Sonntag, tillsammans med sin bror, Robert Siodmak och Edgar G. Ulmer. Sedan emigrerade han till England och därefter till USA, där han fick sitt genombrott som manusförfattare för Universals skräckfilm Varulven (1941). Han kom under de följande decennierna att fortsätta verka som författare av romaner och filmmanus, främst inom skräck- och science fiction-genrerna, och regisserade även ett antal filmer. Han dog år 2000 vid 98 års ålder.

## Filmmanus i urval
- 1970 - Död mans skugga
- 1962 - Ett fall för Sherlock Holmes
- 1957 - Fånge i djungeln
- 1956 - Monstret från Amazonas
- 1956 - Anfall från rymden
- 1949 - Tarzans magiska källa
- 1946 - Monte Cristos återkomst
- 1944 - Frankensteins hus
- 1943 – Svart mystik
- 1941 – Varulven
- 1940 – De osynlige mannens återkomst
- 1940 – Svarta fredagen

## Regi i urval
- 1957 - Fånge i djungeln
- 1956 - Monstret från Amazonas